# کودتای ۲۲ خرداد ۱۳۸۸
کودتای ۲۲ خرداد ۱۳۸۸  ادعایی است که برخی گروه‌ها و شخصیت‌های سیاسی و رسانه‌های بین‌المللی، به فعالیت‌های پیرامون انتخابات ۲۲ خرداد ۱۳۸۸ ایران (که به روی کار آمدن دوبارهٔ محمود احمدی‌نژاد و دستگیری چهره‌های شاخص اصلاح طلب و بازداشت این افراد انجامید) مطرح می‌کنند.
به گفتۀ معترضان، در جریان این انتخابات محمود احمدی‌نژاد در نتیجه انتخابات دست برد و تغییر ایجاد کرد. اما پس از آن بسیاری شخصیت‌های سیاسی از هر دو جناح از جمله سیدمحمد خاتمی، ادعای تقلب مطرح شده در آن ایام را تکذیب کردند و  درستی انتخابات را تایید کردند.
انتخابات ریاست‌جمهوری ۲۲ خرداد ۱۳۸۸ ایران با حضور ۸۵ درصدی مردم یکی از پرمشارک‌ترین انتخابات در دوران نظام اسلامی بوده‌است.

## شکل‌گیری
آغاز مناقشه با ادعای  تقلب آغاز شد، در روز ۲۳ خرداد بسیاری از سایتهای ارتباط جمعی فیلتر شدند، امواج اختلالگر بر روی شبکه‌های خبری ماهواره‌ای (پارازیت) باعث قطع برخی شبکه‌ها شد و تجمع طرفداران میرحسین موسوی در اطراف وزارت کشور با خشونت سرکوب گردید.
پیش از اعلام نتایج، ستاد مرکزی موسوی مورد حمله قرار گرفت و پس از آن نیز بسیاری از فعالان سیاسی از جمله اعضای شورای مرکزی حزب مشارکت ایران دستگیر شدند. تعداد دستگیرشدگان تا روز ۲۴ خرداد به یکصد تن رسید که در میانشان اعضای نیروهای ملی مذهبی و نهضت آزادی نیز دیده می‌شوند. با عدم تمدید ویزای خبرنگاران خارجی از آنان خواسته شده‌است که سریعاً ایران را ترک کنند.
در اعتراض به اعلام نتایج انتخابات، ناآرامی‌های گسترده‌ای در تهران و سایر شهرها از جمله صدها تن در مشهد، شیراز، قزوین، اصفهان و تبریز روی داد که به شدت سرکوب شد. درگیری‌ها به کشته شدن دست کم ۳۰ نفر و زخمی شدن ده‌ها تن دیگر انجامید که این خشونت‌ها در روز شنبه ۳۰ خرداد ۱۳۸۸ (شنبه سیاه) پس از بیانات خامنه‌ای در نماز جمعه ۲۹ خرداد، شدت گرفت و بسیاری در این روز کشته شدند که تعداد کشته‌ها بر اساس منابع مختلف خبری داخلی و خارجی بین ۱۱ تا ۱۹ نفر اعلام گردید. از جمله کشته شدگان ندا آقاسلطان می‌باشد.
همچنین تلفن‌های همراه تمام شبکه‌های مخابراتی قطع گردید. تا یک روز پیش از روز انتخابات سیستم ارسال پیامک نیز قطع شده بود. سپس سایت‌های بسیاری فیلتر شد و سرعت اینترنت نیز در ایران به شدت کاهش یافت و در بعضی از مناطق هر چند دقیقه برای ساعتها به‌طور کامل دسترسی به اینترنت قطع می‌شد و سیگنال شبکهٔ ماهواره‌ای تلویزیون فارسی بی‌بی‌سی و خبرگزاری‌ها هم مختل شد.

## تحلیل‌ها
سیدمحمد خاتمی رئیس‌جمهور سابق ایران روز دهم تیر پس از تأیید شدن انتخابات توسط شورای نگهبان در بیانیه‌ای گفت: «اگر این فضای مسموم تبلیغاتی و امنیتی ادامه پیدا کند با توجه به آنچه انجام گرفت و یک طرفه اعلام شد باید بگوییم کودتای مخملین علیه مردم و جمهوریت نظام صورت گرفته‌است». اما او بعدها این ادعا را پس گرفت و در نشستی با برخی از جوانان تأکید کرد که در انتخابات ۸۸ تقلبی صورت نگرفته‌است و گفت: من نمی‌گویم که تقلب شده‌است.
جبهه مشارکت در بیانیه خود دولت محمود احمدی‌نژاد را به کودتا متهم کرد: «این اولین بار است که کودتاگران علیه جمهوریت نظام، با بدترین و خشن‌ترین شیوه‌ها مهم‌ترین رکن جمهوریت یعنی ریاست جمهوری را هدف قرار می‌دهند، مقامی که اگر برآمده از آرای واقعی ملت نباشد می‌تواند سرآغاز استبدادی بزرگ باشد» عباس میلانی، تاریخ‌نگار آکادمیک سرشناس، و ابراهیم یزدی نیز از این انتخابات به عنوان یک کودتا یاد می‌کنند.
به اعتقاد گری سیک آنچه مقامات رسمی ایران انجام دادند در تعریف کلاسیک کودتا می‌گنجد یعنی اقدامات سازمان یافته‌ای برای غافلگیر کردن مخالفان خود؛ این کودتای یک گروه از خارج علیه طبقه حاکم نبود بلکه کودتای طبقه حاکم علیه مردم خود بود.
این ادعا در حالی بود که تاج زاده معاون وزیر کشور دوره اصلاحات به رئیس اسبق کمیسیون امنیت ملی و سیاست خارجی مجلس گفته بود در کشوری با چنین ساختاری امکان تقلب در این سطح وجود ندارد.
بروجردی در مورد دیداری که با میرحسین موسوی هم داشت، گفته: بعد از یک بحث طولانی که با آقای موسوی داشتیم، موسوی این جمله را گفت: «اگر همه ۱۳ میلیون بگویند تقلب نشده من می‌گویم تقلب شد». به گفته بروجردی رئیس اسبق کمیسیون امنیت ملی و سیاست خارجی مجلس، موسوی مانند آدم مسخ شده‌ای بود که واقعاً می‌خواهد چشمش را رو به واقعیت ببندد.